# 小松源助
小松 源助（こまつ げんすけ、1927年12月3日 - 2006年9月24日）は、日本の社会福祉学者。
長野県北佐久郡（現・佐久市）生まれ。1950年日本社会事業専門学校研究科修了、1952年国立精神衛生研究所勤務、1953年熊本短期大学講師、助教授、1959年大阪府精神衛生相談所勤務、1963年日本社会事業大学助教授、教授、福祉学部長、1994年定年退任、名誉教授、東北福祉大学教授、大正大学人間学部教授、2004年聖隷クリストファー大学教授。

## 著書
- 『面接のすすめ方』全国社会福祉協議会 福祉相談ブックレット 1989
- 『ソーシャルワーク理論の歴史と展開 先駆者に辿るその発達史』川島書店 1993
- 『ソーシャルワーク実践理論の基礎的研究 21世紀への継承を願って』川島書店 2002

### 共編著
- 『社会福祉概論』一番ケ瀬康子共著 医歯薬出版 1965
- 『系統看護学講座 社会福祉』高沢武司共著 医学書院 1968
- 『社会福祉の基礎知識 概念・制度・課題の把握』小倉襄二,高島進共編 有斐閣 1973
- 『ケースワーク論』編 有斐閣双書 1975
- 『ケースワークの基礎知識』山崎美貴子と編集代表 有斐閣ブックス 1977
- 『リッチモンドソーシャル・ケースワーク 『社会的診断論』を中心に』共著 有斐閣新書 古典入門　1979
- 『事例によるケースワーク演習 1 (児童・家庭福祉篇)』畠山龍郎共編 川島書店 1979
- 『事例によるケースワーク演習 2 (医療・障害福祉篇)』共編 川島書店 1980
- 『事例によるケースワーク演習 3 (老人福祉篇)』根本博司共編 川島書店 1981
- 『社会福祉の方法 福祉対象の理解を目ざして』共著 建帛社 1983
- 『講座社会福祉 5 社会福祉実践の方法と技術』仲村優一共編 有斐閣 1984
- 『多問題家族へのアプローチ』共編 有斐閣 社会福祉実践シリーズ 1985
- 『ソーシャルワーカーの倫理綱領 その基礎資料』編 悠久書房 1989
- 『精神保健実践講座 9 精神保健の法制度と運用』林幸男共編 中央法規出版 1990
- 『福祉相談におけるプライバシー問題』大屋勇造共著 全国社会福祉協議会 福祉相談ブックレット 1991

### 翻訳
- P.E.ワインバーガー 編『社会福祉論の展望』監訳 ミネルヴァ書房 1972－73
- ドナ C.アグレア,ジャニス M.メズイック『危機療法の理論と実際 医療・看護・福祉のために』荒川義子共訳 川島書店 1978
- P.E.ワインバーガー編『現代アメリカの社会福祉論』監訳 ミネルヴァ書房 1978
- ハリエット・M.バートレット『社会福祉実践の共通基盤』ミネルヴァ書房 1978
- ハリー・スペクト,アン・ヴィッケリー編『社会福祉実践方法の統合化』岡村重夫共監修訳 ミネルヴァ書房 1980
- H.M.バートレット『社会福祉実践の共通基盤』ミネルヴァ書房 Minerva社会福祉基本図書 1989
- シャルロット・トール『コモン・ヒューマン・ニーズ 社会福祉援助の基礎』中央法規出版 1990
- メアリー・E・リッチモンド『ソーシャル・ケース・ワークとは何か』中央法規出版 1991
- レックス・テーラー,ジル・フォード編著『ソーシャルワークとヘルスケア イギリスの実践に学ぶ』監訳 中央法規出版 1993
- チャールズ・S.レヴィ『ソーシャルワーク倫理の指針』勁草書房 1994
- L.マグワァイア『対人援助のためのソーシャルサポートシステム 基礎理論と実践課題』稲沢公一共訳 川島書店 1994
- マーク・ドエル,ピーター・マーシュ『課題中心ソーシャルワーク』伊藤富士江共訳 中央法規 1995
- ドナ C.アギュララ『危機介入の理論と実際 医療・看護・福祉のために』荒川義子共訳 川島書店 1997
- E.O.コックス, R.J.パーソンズ『高齢者エンパワーメントの基礎 ソーシャルワーク実践の発展を目指して』監訳 相川書房 1997
- L.M.グティエーレス,R.J.パーソンズ,E.O.コックス編著『ソーシャルワーク実践におけるエンパワーメント その理論と実際の論考集』監訳 相川書房 2000
- リーサ・カプラン,ジュディス・L.ジラルド『ソーシャルワーク実践における家族エンパワーメント ハイリスク家族の保全を目指して』監訳 中央法規出版 2001

## 参考
- 小松源助教授年譜及び業績目録 日本社会事業大学研究紀要 1994-03-31
- 追悼・小松源助先生 小松啓 聖隷クリストファー大学社会福祉学部紀要 2007-03

| スタブアイコン | サブスタブ | この項目は、まだ閲覧者の調べものの参照としては役立たない、人物に関連した書きかけの項目です。この項目を加筆・訂正などしてくださる協力者を求めています（P:人物伝/PJ:人物伝）。 |